# فورو (بلدة)
فورو هي بلدة تقع جنوب شرق إستونيا وهي عاصمة مقاطعة فورو.